# Página web dinámica
Una página web dinámica es una página web generada bajo demanda, a diferencia de una página web estática. Su contenido varía en función de los datos como la hora, el nombre del usuario, las preferencias fijadas por el usuario, etc., que no son conocidos hasta el momento en que el usuario solicita la página. Por ejemplo, una sección de noticias o una ficha personal. También se habla de contenido dinámico, en referencia a los elementos dinámicos de una página web dinámica, tales como textos, imágenes, videos, ficheros descargables, etc.
En contraposición, el contenido estático permanece invariable desde el momento en que su autor lo crea. Es decir, no depende de quién lo visualice ni en qué momento lo haga. Por ejemplo, un aviso legal.

## Discrepancias
A pesar de esta definición, no existe una frontera clara entre lo que es contenido estático y dinámico.
Debido a la evolución actual de la web se podría decir que es todo el contenido es dinámico por la manera en que se crea. 
La proliferación de herramientas de publicación y de autoría de contenidos tales como los blogs convierten en dinámicos contenidos aparentemente estáticos.

## Implementación
El contenido estático se implementa mediante páginas html que se pueden crear con un simple editor de texto.
El contenido dinámico requiere una aplicación web. Por ello, se podría decir que todo contenido dinámico no es más que una aplicación informática.
Estas aplicaciones toman la solicitud del internauta en forma de una URL. A continuación calculan los contenidos que corresponden a dicha solicitud. Por ejemplo, las últimas cinco noticias publicadas. Mediante una consulta a una base de datos recuperan el contenido, es decir, los textos e imágenes. Finalmente, hacen una composición de todos los contenidos en una sola página html que se entrega al navegador web del internauta.

## Motivación
El contenido dinámico surge a causa de la dificultad de mantenimiento del contenido estático. La publicación mediante contenido estático es muy lenta y sujeta a errores, además de concentrar todo el poder de decisión en el web master.

## Gestores de contenido
Los gestores de contenido web son una categoría de aplicación web pensada únicamente para la publicación de contenidos estáticos. Hoy día cualquier organización mantiene su sitio web utilizando una de estas herramientas.
Existen algunas subcategorías de gestores de contenidos tales como los blogs y los wikis que cubren necesidades específicas de publicación.